# Заговор на Пизон
Заговор на Пизон е конспирация през 65 г., начело на която е Гай Калпурний Пизон, целяща да свали римския император Нерон от власт.
По същото време започва противостоене между Нерон и Сената. Сенаторите помнят, че през 54 г., получавайки властта, Нерон им обещава почти такива привилегии, каквито са имали по времето на Републиката. Постепенно обаче императорът съсредоточава все повече и повече власт в ръцете си. През 65 г. се оказва, че Сенатът въобще няма никаква реална власт.
Това противоречие се материализира в заговор, чиято ключова фигура е Гай Калпурний Пизон – знаменит политик, оратор, меценат. Той успява да увлече със своите идеи няколко високопоставени сенатори, съветници и приятели на Нерон – Сенека, Петроний, поета Марк Аней Лукан, конническото съсловие, а също и един от префектите на преторианската гвардия Фений Руф, управляващ преторианците заедно с предания на Нерон Гай Офоний Тигелин. В заговора са въвлечени и още двама високопоставени преторианци – трибунът на преторианската кохорта Субрий Флав и центуриона Сулпиций Аспер.
Мотивите на всички заговорници са различни – от проста смяна на монарха до реставрация на републиката. Основни вдъхновители са Аспер и Пизон. Флав и Руф се ангажират да обезпечат поддръжката на преторианците, а сенаторите сред заговорниците – поддръжката на Сената. Въпросът какво да се прави, след като свалят Нерон, остава открит.
Всичко е почти готово, когато Нерон разбира за случващото се. Първата, от която властите разбират, че се готви покушение, е бившата робиня Епихарида. Тя е любовница на Юний Аней Галион, по-големия брат на Сенека . Изпълнена с решимост да помогне на заговорниците, а също и недоволна от нерешителността, с която те действали, тя решава да привлече на своя страна наварха Волузий Прокул, хилиарха (от гръцки: χιλίαρχος – „хилядник“) на разположената в Мизен флота. Епихарида обяснява на Прокул замисъла на заговорниците, без да казва нито едно име. .
Вместо да се присъедини към заговора, Прокул издава Епихарида на Нерон. Тя обаче даже пред лицето на императора не предава заговорниците, а обвинява Прокул в клевета. Заговорниците, разтревожени от ставащото определят дата за покушението на Нерон – трябвало да стане в Рим, в деня на игрите, посветени на Церера. Тогава е решено Пизон да стане новият прицепс, ако го признаят преторианците, и за всеки случай той трябва да се ожени за дъщерята на Клавдий – Клавдия Антония, което би обезпечило приемствеността .
Денят преди уречения за покушението за ставащото разбира Милх, бивш роб на един от заговорниците Флавий Сцевин. Рано на сутринта Милх издава на Нерон своя патрон. За няколко дни всички участници в заговора са заловени. Пизон се самоубива.
В резултат на разследването са арестувани повече от 40 души, от които 19 от сенаторското съсловие. Не по-малко от 20 души са убити или принудени да се самоубият, в това число Сенека, Петроний, Фений Руф.